# Le Stradivarius
Pour les articles homonymes, voir Stradivarius (homonymie).
Le Stradivarius (Pulling Strings) est le quatorzième épisode de la troisième saison (44e de la série) de la série télévisée américaine FBI : Duo très spécial (White Collar) .
L'épisode a été dirigé par Anton Cropper et diffusé le 7 février 2012 aux États-Unis. Il est intéressant par son côté esthétique, son intrigue élaborée, ses références culturelles, ses clins d'œil aux aventures d'Arsène Lupin et aux scénarios d'Alfred Hitchcock.

## L’intrigue
L'intrigue mérite d’être détaillée, car elle est complexe et d’ailleurs composée de 3 courants.
Vendredi fin d'après-midi, au siège du FBI de New York : l’agent Peter Burke avise ses collaborateurs qu'il tient absolument à ne pas être dérangé pendant le week-end, car il reçoit ses beaux-parents qui viennent chez lui fêter l'anniversaire de leur fille unique, Elizabeth. 

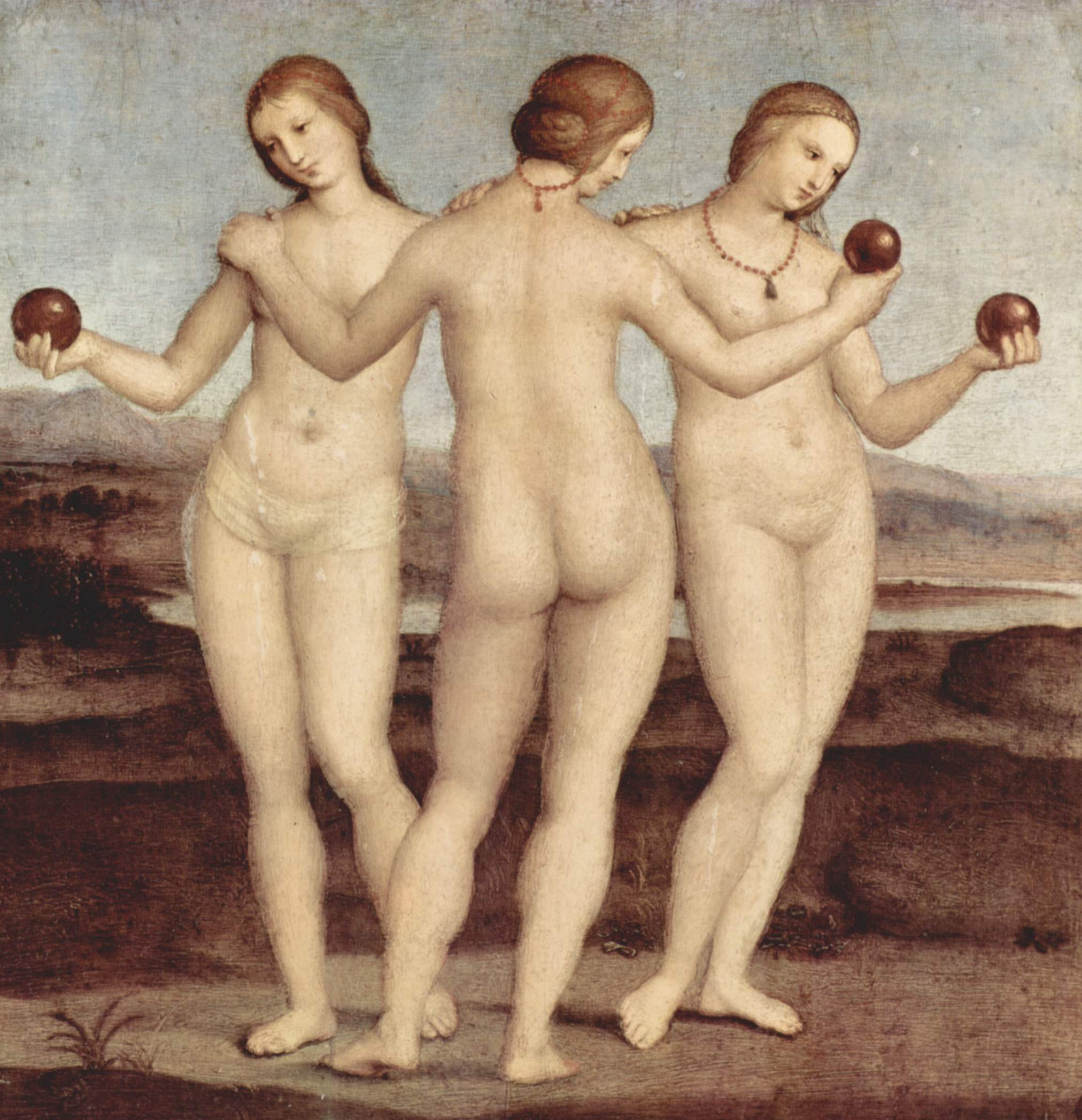
« Les Trois Grâces » par Raphaël (peint autour de 1505, dimensions 17x17 cm)

1. Et pour que Neal, le gentleman-cambrioleur dont il est le tuteur soit bien occupé et que les tentations lui soient évitées, il le confie en mains propres à Sara Ellis, la directrice du bureau de recherches de la grande maison d'assurances Sterling and Bosh : ils doivent enquêter ensemble sur la disparition d'un violon Stradivarius. Neal n'est pas mécontent, car il va revoir Sara, jeune femme élégante et intelligente, qu'il a subjuguée lors de leur dernière collaboration : le tableau de Raphaël qu'elle recherchait (elle soupçonnait avec raison Neal de l'avoir volé) n'avait pas été retrouvé, et il avait de plus réussi à "conclure" avec elle. Mais Sara refroidit Neal d'emblée dès leur rencontre : ils ne feront que travailler ensemble, c'est elle qui sera la patronne (et la règle du jeu sera "no dating the boss", "on ne drague pas la patronne) , et d'ailleurs elle commence une liaison avec le coprésident de Sterling and Bosh, Bryan McKenzie (Bailey Chase). Et on voit le beau et musculeux Bryan en train de suivre un cours collectif de tai-chi-chuan à Central Park : il a un faible pour la culture chinoise.
Or il se trouve que c'est justement son patron Bryan que Sara soupçonne d'avoir fait disparaître le Stradivarius : il a été vu fréquentant assidûment les musiciens d'un célèbre orchestre lors de leur dernier concert à Shanghai, où il assistait quant à lui à un congrès sur les techniques de pointe. Un des exposants du congrès a d'ailleurs déposé plainte : on lui a volé un échantillon d'une fibre moderne aux propriétés révolutionnaires.
Sara et Neal vont ensemble perquisitionner l'appartement de Bryan : Sara en a la clé. Ils marivaudent tout en fouillant : Neal ne peut croire que Sara échappe à son charme ravageur, et Sara ne peut se cacher qu'elle a encore un faible pour le beau gentleman-cambrioleur[1]. Soudain Bryan revient chez lui et entre dans son salon ; mais Sara accapare son attention en l'enlaçant amoureusement, pendant que Neal s'éclipse en emportant leur trouvaille : la cassette d'une caméra de surveillance.
Les services techniques du FBI lisent la cassette : elle est très récente mais de mauvaise qualité, et on peut y voir une femme en robe du soir tenant le Stradivarius et marchant à pas rapides dans les couloirs d'une salle de concert.
Neal et l'assistante de Burke, Diana, s'introduisent dans la salle de concert du Lincoln Center, non pas subrepticement, mais en se faisant passer (copie de billets et de réservations à l'appui) pour de riches héritiers mélomanes : ils sont beaux, jeunes, ont beaucoup de classe en robe du soir et smoking noirs et prouvent au guichetier qu'ils ont une culture musicale étendue et connaissent l'œuvre de Gustav Mahler qui va être jouée. Très à l'aise, ils saluent Sara et Bryan, font grâce à ce dernier la connaissance du luthier qui suit l’orchestre et ses instruments précieux; ils scrutent aussi les musiciens qui se mettent en place et ils reconnaissent la femme qui tient le Stradivarius sur la bande de la caméra de surveillance : c'est le 2e violon. Ils la questionnent, elle avoue : elle n'a pu résister au désir d'essayer le Stradivarius, et elle a cassé une des chevilles. Affolée, elle a couru à l'atelier du luthier et lui a demandé de réparer le violon. Diana et Neal s'élancent à l'atelier ; le luthier est à terre, la gorge tranchée. Sara rejoint les enquêteurs, et ils découvrent l'assassin : Bryan. Bryan se jette sur Sara et la prend en otage, en lui posant son couteau sur la gorge. Diana ne peut tirer, elle accepte de baisser son pistolet. Mais Sara renverse la situation : d'un coup de sa matraque télescopique, elle déstabilise Bryan, que Neal et Diana neutralisent. Le meurtrier avait posé sur le Stradivarius une corde que le luthier avait immédiatement remarquée : c'était la fibre synthétique de pointe volée à Shanghaï, qui avait pu ainsi rentrer aux États-Unis sans attirer l'attention des douanes.
2. Cependant au siège du FBI l'agent Kramer, mentor et supérieur de Burke, fouille dans le dossier de Neal, car il doit prochainement donner son avis à la commission d'application des peines qui va décider de l'avenir de Neal. Le gentleman-cambrioleur (pour lequel Kramer n'a guère de sympathie) sera-t-il libéré pour services rendus à la police - ou gardera-t-il son bracelet de cheville (anklet) de PSEM (placement sous surveillance électronique mobile) pour continuer sa collaboration forcée avec la police - ou retournera-t-il en prison ? Kramer ne cache pas qu'à son avis Neal a réussi à manipuler les policiers qui devaient l'utiliser, et il se propose de prendre Neal avec lui à Washington D.C., pour voir lui aussi son taux de résolution des affaires grimper avantageusement
3. Et pendant ce temps chez les Burke la tension domestique augmente : si la belle-mère de Burke est sympathique (il a d'ailleurs enfilé le gros pull de laine qu'elle lui a tricoté, et étouffe…), le beau-père, un psychiatre, ne cache pas son hostilité envers son gendre. Et le cadeau que les beaux-parents (in-laws) ont apporté à Elizabeth ne détend pas l'atmosphère : c'est une horrible poupée qu’elle avait jetée dans le vide sanitaire de leur maison, 30 ans auparavant, car elle lui faisait peur ; elle a réapparu lorsque ses parents ont fait rénover la maison et ils sont heureux de la lui rapporter[2]. Heureusement Mozzie apparaît et la personnalité exceptionnelle de l'anarchiste séduit le psychiatre, qui se détend et jubile dès qu’il entend Mozzie affirmer : "Les vaches sacrées font les meilleurs steaks [3]". Quant à l'horrible poupée, le labrador des Burke (énervé, car lui aussi doit supporter le manteau tricoté par la mère d’Elizabeth…) la met en pièces.